# لودفيغ فوغل
لودفيغ فوغل هو رسام سويسري، ولد في 10 يوليو 1788 في زيورخ في سويسرا، وتوفي بنفس المكان في 21 أغسطس 1879.

## وصلات خارجية
- لودويغ فوغل على موقع الموسوعة البريطانية (الإنجليزية)